# Tirocinio
Un tirocinio (dal latino tirònes o dal greco tèrèo) o stage (pronunciato /'staʒ/ in francese) è un'esperienza presso un ente, pubblico o privato, di durata molto variabile, allo scopo principale di apprendimento e formazione, generalmente finalizzata nell'ingresso del mercato del lavoro.
Un praticantato è invece un tirocinio obbligatorio per l'accesso a un'abilitazione necessario per esercitare una libera professione, che presuppone però il superamento di un esame di abilitazione per poter esercitare la professione.

## Utilizzo del termine
Nell'antica Grecia era invece usato per riferirsi ai giovani che dovevano frequentare per un anno il campo di Marte, luogo ove si svolgevano esercizi militari e ginnici. Il popolo durante questo periodo poteva osservare la condotta dei ragazzi e le attitudini di ciascuno e al termine concedere o negare il concorso ai pubblici uffici. Nell'antica Roma, indicava i giovani soldati che facevano la prima campagna o avevano appena indossato la toga virile.
Nell'inglese americano è chiamato internship se identifichi modalità di assunzione riservata a studenti universitari o delle scuole superiori, o trainee se utilizzato in un ambito professionale. In quest'ultimo caso, lo internship corrisponde al tirocinio o praticantato italiano, dev'essere retribuito con il salario minimo e ha orari di lavoro liberi. Nell'inglese britannico si usa il termine placement, mentre nella lingua tedesca è detto praktikum.
Il termine stage in questo contesto è francese e la sua pronuncia è [staʒ], ma in italiano viene spesso considerato, erroneamente, un termine inglese e pronunciato come tale [ˈsteɪdʒ].

## Nel mondo

### Germania
In Germania lo stage è denominato praktikum e può essere sia obbligatorio, destinato agli studenti di scuole secondarie, centri di formazione professionale (dai 14 ai 18 anni) e università tecniche (dai 18 ai 24), sia volontario, rivolto agli studenti e ai neodiplomati di scuola e università che desiderano integrare il loro percorso di studi con un’esperienza pratica in un'azienda. Questo tipo di stage è particolarmente diffuso nei settori dei media, dell’editoria e della pubblicità. I laureati che aspirano ad inserirsi in posizioni manageriali possono inoltre partecipare ad un Trainee-Programm, di solito svolto in grandi aziende multinazionali che propongono tirocini pagati fino ad un massimo di due anni, dove è prevista la rotazione in più settori aziendali. Il praktikum volontario così come il TP sono aperti anche ai giovani laureati dell’Unione Europea anche se è necessario conoscere bene la lingua tedesca.
La sua durata può andare dai 3 ai 6 mesi (per il praktikum volontario), fino ad un massimo di 24 mesi per un TP; di solito si chiede allo stagista un impegno a tempo pieno, ma non è sempre garantita una remunerazione minima. L'erogazione di un'indennità dipende dalla tipologia di stage e dalla sua durata. Ad esempio, sono esenti da retribuzione i seguenti tirocini: tirocini obbligatori per la scuola, la formazione e lo studio in generale; tirocini di breve durata per l’orientamento sia professionale che formativo e quelli volontari durante la formazione professionale oppure un percorso di studio, se la loro durata non supera i 3 mesi.

### Italia
Il tirocinio può essere di tipo "formativo" o "professionale"
- Il tirocinio formativo è stato introdotto dalla legge 24 giugno 1997, n. 196, e successivamente regolato dal decreto interministeriale 25 marzo del 1998 n. 142,[3] e dalle leggi 28 marzo 2003, n. 53, e 24 novembre 2003 n. 326.[4] L'istituto è stato poi profondamente riformato dall'entrata in vigore della legge 14 settembre 2011 n. 148.
- Il tirocinio professionale è disciplinato, in via generale, dall'art. 6 del DPR 7 agosto 2012, n. 137 emanato in applicazione del decreto legge 13 agosto 2011 n. 138 – convertito in legge 14 settembre 2011 n. 148,[5] in modo specifico dalle leggi istitutive degli ordini professionali e dai singoli regolamenti emanati da questi, salvo specifiche disposizioni di legge, se presenti.

### Francia
Esso può essere più o meno obbligatorio: nel primo caso, in luogo stage, viene detto tirocinio o praticantato. In Francia, la retribuzione degli stage (obbligatori e non) è obbligatoria oltre i due mesi successivi di attività. La legge francese fissa la quota minima di retribuzione a 30% del salario orario minimo (SMIC), ovvero 417,09 euro al mese su una base di 35 ore a settimana (dal lunedì al venerdì).
Lo stagista viene nettamente distinto dal lavoratore, i contratti sono determinati dalla contrattazione fra le organizzazioni industriali e tre associazioni di studenti (non sindacali) con la mediazione del governo francese.

### Stati Uniti d'America
Il trainee può essere richiesto da aziende, enti ed organizzazioni statunitensi per un periodo massimo di 12 mesi e può anche esser a tempo pieno, della durata minima di 32 ore a settimana. Salvo eccezioni, per seguire un tirocinio negli Stati Uniti è richiesto uno sponsor accreditato presso uno degli U.S. Department of State, che si occuperà di fornire la documentazione necessaria e un supporto programmatico ai propri stageur (accertandosi anche, per esempio, che il tirocinante possieda un'assicurazione sanitaria).
Gli studenti che già seguano un corso di studi in U.S.A. in discipline nei campi della scienza, tecnologia, ingegneria e matematica) possono richiedere un periodo addizionale di ulteriori 17 mesi. I corsi di studio interessati sono: Computer Science, Chemical Engineering, Engineering, Engineering Technologies, Biological and Medical Sciences, Mathematics and Statistics, Military Technologies, Physical Sciences, Science Technologies, Health Professions and Related Clinical Sciences, Actuarial Science. L'eventuale rimborso spese e il successivo passaggio al lavoro vero e proprio sono permessi secondo le modalità definite nel DS-2019, il certificato consegnato dagli sponsor designati da un U.S Department of State agli aventi diritto che fanno richiesta per un Exchange Visitor Program. In tutti i casi, per chi non disponesse della cittadinanza statunitense è richiesto un visto d'ingresso di tipo J1.